# Прва савезна лига Југославије у фудбалу 1956/57.
Прва савезна лига Југославије била је највиши ранг фудбалског такмичења у Југославији 1956/57. године. И двадесетдевета сезона по реду у којој се организовало првенство Југославије у фудбалу. Шампион је постала Црвена звезда из Београда, освојивши своју другу узастопну, а четврту укупно шампионску титулу. Из лиге су испали Сарајево и загребачка Локомотива

## Учесници првенства
У фудбалском првенство Југославије у сезони 1956/57. је учествовало укупно 14 тимова, од којих су 6 са простора НР Србије, 4 из НР Хрватске, 2 из НР Босне и Херцеговине и по 1 из НР Црне Горе и из НР Македоније.
- БСК, Београд*
- Вардар, Скопље
- Будућност, Титоград
- Вележ, Мостар
- Војводина, Нови Сад
- Динамо, Загреб
- Загреб
- Локомотива, Загреб
- Партизан, Београд
- Раднички, Београд
- Сарајево
- Спартак, Суботица
- Хајдук, Сплит
- Црвена звезда, Београд

* Након ове сезоне, БСК Београд је променио име у ОФК Београд, како би се клуб приближио граду и стекао више навијача, нарочито међу млађом популацијом.

## Табела
| Место | Клуб                | мечева | победа | нерешених | пораза | дати голови | примљени голови | гол разлика | бодова |
| ----- | ------------------- | ------ | ------ | --------- | ------ | ----------- | --------------- | ----------- | ------ |
| 1     | Црвена звезда       | 26     | 17     | 5         | 4      | 66          | 23              | +43         | 39     |
| 2     | Војводина           | 26     | 16     | 3         | 7      | 64          | 38              | +26         | 35     |
| 3     | Хајдук              | 26     | 12     | 6         | 8      | 45          | 31              | +6          | 30     |
| 4     | Партизан            | 26     | 10     | 6         | 10     | 51          | 45              | +6          | 26     |
| 5     | Динамо              | 26     | 10     | 6         | 10     | 51          | 51              | 0           | 26     |
| 6     | БСК                 | 26     | 9      | 7         | 10     | 41          | 47              | -6          | 25     |
| 7     | Загреб              | 26     | 9      | 7         | 10     | 39          | 45              | -6          | 25     |
| 8     | Раднички            | 26     | 8      | 7         | 11     | 41          | 47              | -6          | 25     |
| 9     | Будућност           | 26     | 9      | 5         | 12     | 38          | 47              | -9          | 23     |
| 10    | Вележ               | 26     | 9      | 5         | 12     | 44          | 57              | -13         | 23     |
| 11    | Вардар              | 26     | 9      | 5         | 12     | 30          | 44              | -14         | 23     |
| 12    | Спартак             | 26     | 7      | 8         | 11     | 44          | 46              | -2          | 22     |
| 13    | Сарајево            | 26     | 9      | 4         | 13     | 38          | 52              | -14         | 22     |
| 14    | Локомотива          | 26     | 10     | 2         | 14     | 44          | 63              | -19         | 22     |
| -     | Жељезничар Сарајево | -      | -      | -         | -      | -           | -               | -           | -      |
| -     | Сплит               | -      | -      | -         | -      | -           | -               | -           | -      |

Најбољи стрелац лиге био је Тодор Веселиновић (Војводина) са 28 голова.

## Освајач лиге
Црвена звезда
| Првак Југославије у фудбалу 1956/57. |
| ------------------------------------ |
| Црвена звезда 4. титула              |